# 연옥 1번지
연옥 1번지(러시아어: В кру́ге пе́рвом)는 러시아의 작가인 알렉산드르 솔제니친이 1968년에 발표한 소설이다. 이 책은 소비에트 연방의 핵개발을 둘러싸고 핵개발에 참여하고 있는 죄수들과 주변 인물들이 갈등하는 내용을 그린 장편 소설이다.

## 줄거리
소비에트 연방의 핵개발 연구가 거의 완성될 무렵인 1949년, 외교관인 이노켄티 볼로딘은 미국 대사관에 전화를 건다. 그는 전화를 통해 소련의 핵개발을 미국에 폭로하려 하지만 통화는 국가안전부에 도청되고, 위협을 느낀 그는 전화를 끊고 어디론가로 사라진다.
한편, 모스크바 인근 마피노라는 마을에 위치한 '사라슈카' 죄수들은 핵개발에 관련된 중요한 프로젝트를 맡아 연구하고 있다. 그들은 다른 굴락의 수용자에 비해 나은 대우를 받고 있지만, 언제라도 잘못을 저지를 경우 굴락으로 돌아가야 한다는 것을 알고 있기 때문에 자신의 안전과 신념 사이에서 고민하고 있다. 볼로딘의 전화를 계기로 사라슈카의 죄수들은 점점 긴장하기 시작한다.

## 등장인물
- 박토르 세묘노비치 아바쿠모프: 국가안전부 장관
- 그리고리 보리소비치 아브람손: 엔지니어, 두 번째 형기를 보내고 있다.
- 아베니르: 트베르에 사는 볼로딘의 삼촌, 볼로딘으로 하여금 미국 대사관에 전화를 하도록 결심하게 한다.
- 니콜라이(콜랴) 아르카디예비치 갈라호프: 작가, 이노켄티 볼로딘과 친한 사이다.
- 일리야 테렌테예비치 클리멘티예프 중령: 마르피노 특수감옥의 책임자.
- 로티슬라프(루스카) 바디미치 도로닌: 사라슈카의 기계공, 나이는 23세이다. 검사의 딸인 클라라를 사랑하고 있다.
- 표트르 아파나제비치 마카리긴: 검사, 클라라의 아버지다.
- 클라라 페트로브나 마카리기나: 마카리긴의 어린 딸, 사라슈카의 진공실험실에서 일하며 루스카와 사랑에 빠진다.
- 글렙 비켄티예비치 네르진: 작중 화자이자 주인공, 사라슈카에 수감된 수학자이며 나이는 31세이다. 암호부 소속이다.
- 나댜 일리치나 네르지나: 글렙의 아내. 수형 중인 글렙 네르진을 8년 동안 기다리고 있다. 모스크바에서 학생으로 공부하고 있지만, 남편이 죄수라는 사실 때문에 공부나 취직에 불이익을 겪고 있어 이혼을 고민하고 있다.
- 발렌틴 마르티녜비치 프랸치코프: 사라슈카의 엔지니어이자 청각실험실의 부장이다.
- 레프 그리고리예비치 루빈: 사라슈카에 있는 언어학자이자 교사이다. 나이는 36살이며, 어렸을 때부터 공산주의자였지만 공산주의를 비꼬는 유머를 하기도 한다. 공중전화에 녹화된 목소리를 바탕으로 누가 미국대사관에 전화를 걸었는지를 밝혀낸다. 루빈은 사라슈카에 있을 당시 솔제니친의 친구였던 레프 코펠레프를 모티브로 한 인물이다.
- 미신 소령: 감옥 보안 책임자.
- 안드레이 안드레예비치 포타포프: 사라슈카 7호 시험실의 기술자. 네르진과는 부티르카 감옥에서 같이 있던 사이다. 네르진과 친하다.
- 아담 베냐미노비치 로이트만: 야코노프의 오른팔. 야코노프와는 사이가 좋지 않다. 그는 루빈의 새 연구팀을 야코노프가 실망하게 하도록 만든다.
- 아르투르 시로마하: 정보원의 수장. 아르투르는 다른 정보원을 찾아낼 루스카의 계획을 배신한다.
- 시킨 소령: 연구시설의 보안 책임자. 자기 자신은 스스로를 죄수들에게 공정하다고 생각하나 죄수들로부터 미움받고 있다.
- 드미트리 알렉산드로비치 솔로그딘: 사라슈카의 디자이너이다. 나이는 36살이며, 북극에 있는 수용소에서 살아남았고 두 번째 형기를 보내고 있다. 솔로그딘은 솔제니친의 친구인 드미트리 미하일로비치 파닌을 모티브로 만들어진 인물이다. 드미트리 파닌은 나중에 수용소 경험을 바탕으로 "솔로그딘의 공책"이라는 책을 쓴다. 작중에서 솔로그딘은 극비에 부쳐진 암호기에서 일하고 있다.
- 안톤 니콜라예비치 야코노프: 과거 제소자였으나, 현재는 마르피노의 최고 기술자이다. 감옥으로 다시 돌아갈까봐 두려워 한다.
- 이노켄티 아르툐미예비치 볼로딘: 핵개발과 관련된 정부 관료다. 삼촌인 아베니르의 영향을 작중 초반에 미국 대사관에 전화를 걸었다가 신변의 위협을 느끼고 사라진다. 그의 체포는 이야기를 이끌어가는 중요 매개체이다.

## 출판
솔제니친은 처음 작품을 구상할 때 96부로 구상했으나, 그는 소련 당국이 출판 허가를 내주지 않을 것이라고 생각하고 원본에서 몇몇 부분을 삭제, 87부로 출판한다. 삭제된 부분은 볼로딘이 전화를 거는 부분이나 솔로그딘이 기독교인이라는 것이 표현된다. 이반 데니소비치의 하루가 출간된 이후, 솔제니친은 연옥 1번지의 버전 역시 출판을 하려고 하나 받아들여지지 않는다. 이 판본은 1968년 처음 출간되고, 96부로 이루어진 무삭제판은 1978년 러시아에서 YMCA에 의해 출간되었으며, 소련이 붕괴된 이후 솔제니친의 작품을 정리하는 과정에서 재출간되었다. 무삭제판은 2009년 10월 영어로 번역되어 제1원에서(In the First Circle)라는 제목으로 출판되었다.